# Clara Maniu
Clara Maniu, née Clara Coroianu le 10 janvier 1842 et décédée le 29 juillet 1929, est une militante féministe et suffragiste roumaine.

## Biographie

### Jeunesse
Clara Maniu naît en 1842 à Nagyderzsida dans le Royaume de Hongrie (aujourd'hui Bobota, dans le comté de Sălaj en Roumanie). Elle grandit dans une famille religieuse. Sa mère, Iuliana Pop, est la petite-fille du protopope Grigorie Pop de Craidorolț et son père, Demetriu Coroianu, est prêtre gréco-catholique.

### Carrière
Clara Maniu fonde avec Elena Pop-Hossu-Longin l'organisation du mouvement des femmes roumaines Reuniunea Femeilor Române Sălăjene (RFRS). Elle en devient présidente l'année suivante et occupe ce poste jusqu'en 1897.
Elle meurt en 1929 à Bădăcin, un village de la commune de Pericei.

### Vie privée
Clara Maniu épouse l'avocat Ioan Maniu (en) en 1865. Le couple a cinq enfants, dont l'homme politique Iuliu Maniu, qui fut président du Parti national paysan et, à trois reprises, président du Conseil des ministres du royaume de Roumanie.